# Raúl Bravo
Raúl Bravo Sanfélix (Gandía, 1981. április 14. –) spanyol válogatott labdarúgó, jelenleg a görög PAE Véria hátvédje.

## Pályafutása

### A Real Madridban
Habár Raúl Bravo a Valenciához közeli Gandía szülötte, ennek ellenére mégis a Real Madrid saját nevelésű játékosának számított, így ő is egy volt a spanyol csapat megannyi tehetséges fiatalja közül, aki a csapat híres „utánpótlásgyárából” került ki. Raúl Bravo végigjárta a szamárlétrát klub és válogatott szinten egyaránt. 2001. október 6-án mutatkozhatott be először a Real Madrid csapatában az Athletic Bilbao elleni mérkőzésen, ahol Bravo a megsérült Roberto Carlos helyére állhatott be. Néhány hónap alatt nagyot fordult a fiatal labdarúgóval a világ, mivel a szezont az akkor csak negyedik ligás C csapatban kezdte, s az esztendő végére a „királyi gárda” felnőtt csapatában találta magát.
A 2001–02-es szezon végére Bajnokok Ligája-győztes lett és ő lett Roberto Carlos első számú tartalékja a védelem bal oldalán. Sejthető volt, hogy a csúcsformában játszó brazil mellett a fiatal spanyol nem nagyon rúghat labdába.

### Kölcsönben a Leedsnél
2003-ban kölcsönadták a Leeds United FCnek, ahol mindössze öt mérkőzésen léphetett pályára.

### Visszatérés Madridba
2003 nyarán Leedsből visszatért Madridba, de nem a védelem bal oldalán, hanem a védelem tengelyében játszott többnyire Pavónnal és Helguerával. A 2003–04-es idényben nem játszott rosszul, de néha bizonytalankodott, s az idény végére kikerült a kezdőcsapatból.
A következő három szezonban sem tudta hosszú időre visszaszereznie helyét a Real Madrid kezdőcsapatában, bár amikor játszott, akkor rendre nem vallott szégyent, de kiélezett helyzetekben gyakran vétett kapitális hibákat, ami annak is köszönhető, hogy Vanderlei Luxemburgo és Fabio Capello sem a balhátvéd posztján játszatta, hanem inkább vésztartalékként vetették be a védelem különböző pontjain. 2006 tavaszán három évvel meghosszabbította az akkor lejáró szerződését, de nyilvánvaló volt számára, hogy sokáig nem maradhat Madridban, mivel a spanyol Miguel Torres és a brazil Marcelo rendre jobb teljesítményt nyújtott, mint ő. A 2006–07-es szezonban csak elvétve küldte pályára Fabio Capello, s gyakran a csapat utazó keretébe sem fért be, bár nyújtott néma vigaszt számára, hogy 2003 után újra spanyol bajnok lehetett. Az idény végén már nem maradhatott tovább Madridban, s inkább Görögországba igazolt.

### Az Olimbiakószban
2007 júliusában nyilvánvalóvá vált, hogy Raúl Bravo a görög Olimbiakószba igazol. A görögök láttak még fantáziát a védőben, s 1,5 millió euró ellenében sikerült megszerezniük a spanyol hátvédet. Raúl Bravo négy évre írt alá, s ezzel az üzlettel évente 1,3 millió eurót keresett.
Az első görögországi szezonjában a hátvéd meglehetősen kevés mérkőzésen jutott szóhoz, s ennek az egyik fő oka az volt, hogy Raúl Bravót meglehetősen sok sérülés hátráltatta az idényben. A következő szezonban már sikerült bejátszania magát a kezdőcsapatba, s egykori nevelőegyesülete, a Real Madrid elleni Bajnokok Ligája mérkőzéseken is kiválóan játszott.
A 2009-es esztendő már nem sikerült valami rózsásan a játékos számára, mivel a csapat új edzője, Ernesto Valverde fegyelmi vétségek miatt száműzte a csapatból. Nem sokkal később Bravo több hónapra lesérült, s miután felgyógyult, a görög élcsapat kölcsönadta a spanyol bajnokság egyik kiesés ellen menekülő együttesének, a Numanciának. A spanyol bajnokságba visszatérő Bravo nem találta a közös hangot új csapatával, s mindössze 6 mérkőzésen lépett pályára. 2009 nyarán visszatért Görögországba, ahol visszaszerezte a helyét a kezdőcsapatban. A játékosnak minden bizonnyal jót tett a száműzetés, mivel a meccseken kiváló formában játszott, s ennek eredményeként az idényben több mint 30 mérkőzésen lépett pályára az Olimbiakósz szerelésében.
A 2010–11-es szezonban ismét Ernesto Valverde lett az Olimbiakósz edzője, akivel Bravo továbbra sem volt jó viszonyban, ennek ellenére a spanyol védő 18 mérkőzésen lépett pályára az idényben, s végül görög bajnoki címet ünnepelhetett. Az edzőjével való folyamatos összecsapások miatt szerződését nem hosszabbította meg a görög klub, s az idény végén átadólistára került.

### A Rayo Vallecanoban
A 2011-es átigazolási időszak utolsó napjaiban Raúl Bravo a Rayo Vallecano csapatához szerződött ingyen, miután lejárt a szerződése a görög Olimbiakósznál.

## A válogatottban
Raúl Bravo a spanyol válogatottban 2001. augusztus 21-én mutatkozhatott be Magyarország ellen. Iñaki Sáez rendre meghívta a válogatott keretébe, de a spanyol hátvédsor általában nélküle állt össze. 2004-es labdarúgó-Európa-bajnokságon Puyol sérülése miatt mindhárom csoportmérkőzésen kezdőként kapott szerepet, a spanyol csapat azonban nem jutott tovább a csoportjából.
A 2004-es Európa-bajnokság után már többször nem húzhatta fel a spanyol válogatott mezét.